# Tritia neritea
Tritia neritea is een slakkensoort uit de familie van de Nassariidae. De wetenschappelijke naam van de soort werd als Buccinum neriteum in 1758 gepubliceerd door Carl Linnaeus.

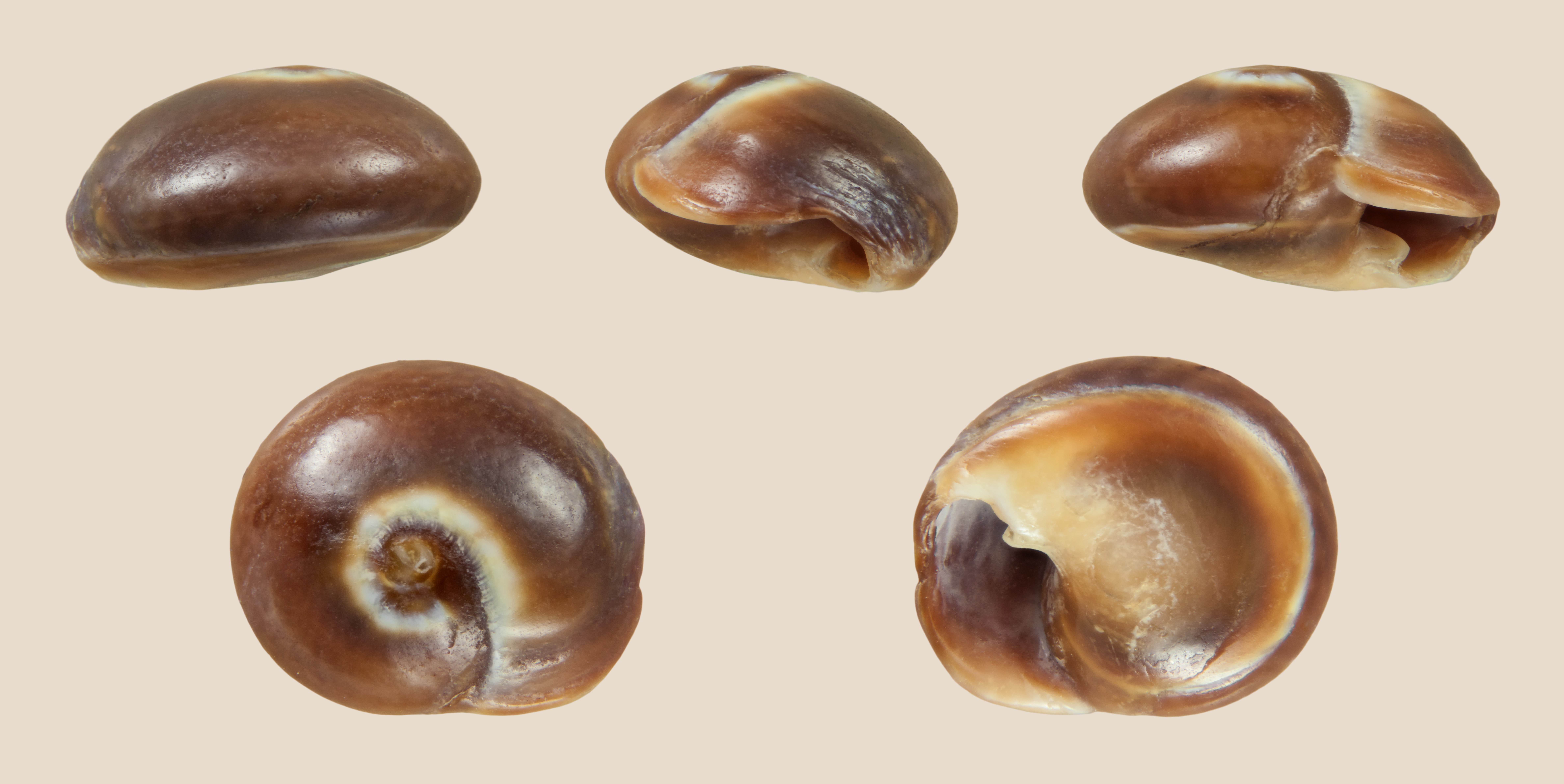
Tritia neritea var. atra
Tritia neritea var. kamiesch
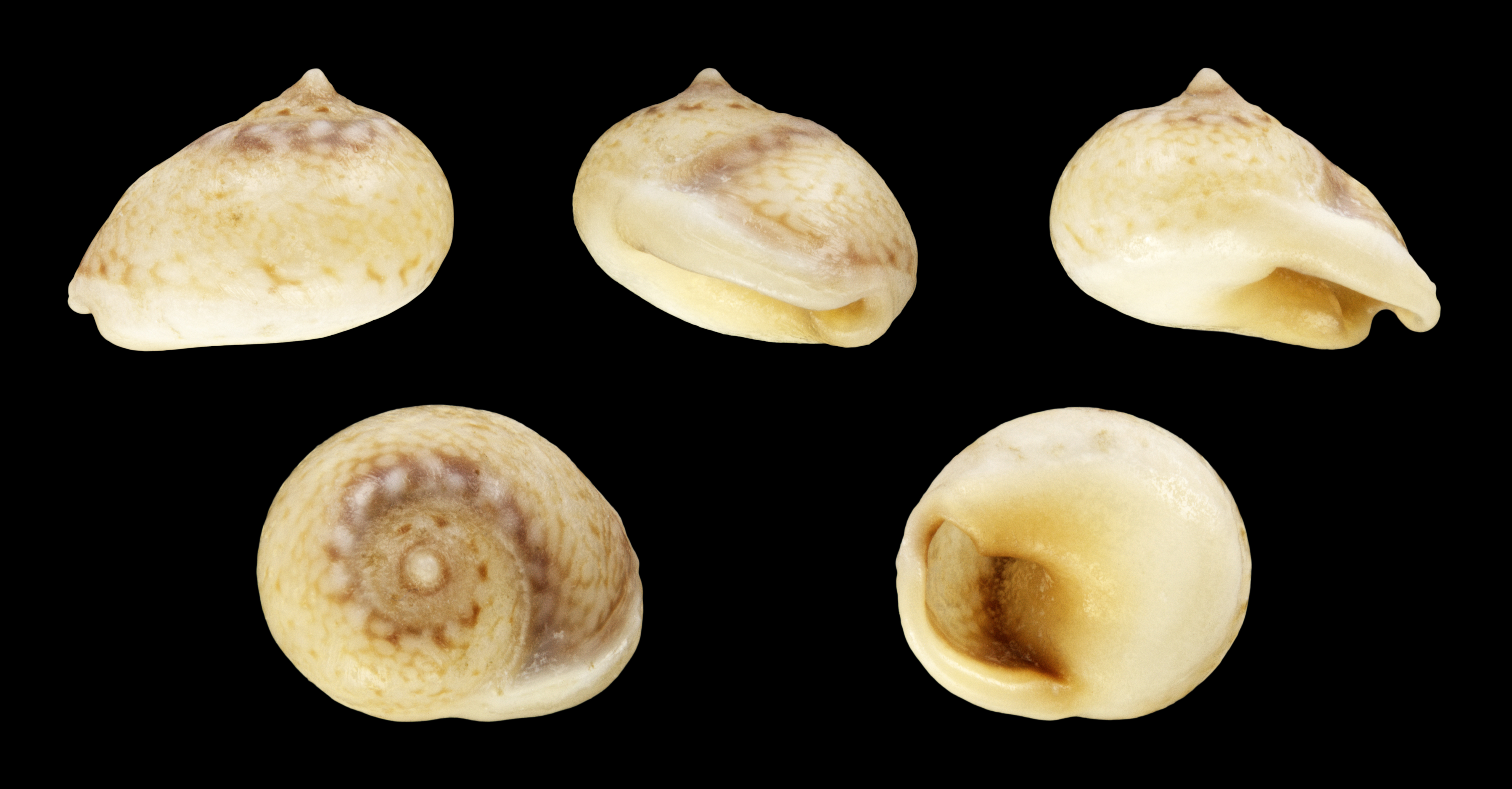
Tritia neritea westerlundi